# Біла (Люблінське воєводство)
Біла (пол. Biała) — село в Польщі, у гміні Радинь-Підляський Радинського повіту Люблінського воєводства.
Населення — 1289 осіб (2011).
У 1975-1998 роках село належало до Білопідляського воєводства.

## Демографія
Демографічна структура станом на 31 березня 2011 року:
|          | Загалом | Допрацездатний вік | Працездатний вік | Постпрацездатний вік |
| -------- | ------- | ------------------ | ---------------- | -------------------- |
| Чоловіки | 639     | 156                | 438              | 45                   |
| Жінки    | 650     | 143                | 380              | 127                  |
| Разом    | 1289    | 299                | 818              | 172                  |